# James Young Simpson
Sir James Young Simpson, född 7 juni 1811 i Bathgate, West Lothian, död 6 maj 1870 i Edinburgh, var en skotsk läkare. Han var farbror till Alexander Russell Simpson.
Simpson blev 1830 läkare och 1832 medicine doktor samt snart därefter docent vid en fristående medicinsk skola i Edinburgh. År 1840 utnämndes han till professor i obstetrik vid Edinburghs universitet och förvärvade sig som sådan snart mycket stort anseende. Sedan William Morton (1846) lärt känna eterns bedövande verkan, genomförde Simpson (1847) försök över densammas användning vid förlossningar och visade samma år kloroformens användbarhet som bedövningsmedel. För sina häröver gjorda rön lämnade han 1849 en utförlig redogörelse (Anæsthesia, or the Employment of Chloroform and Ether in Surgery Midwifery, et cetera). 
I mitten av 1800-talet konstruerade Simpson en föregångare till sugklockan, men han fick den aldrig att fungera tillfredsställande. Problemet var att sugkoppen inte var utformad så att man kunde dra tillräckligt kraftfullt utan att den lossnade från fostrets huvud. Idén vidareutvecklades sedan av Tage Malmström.
Förutom dessa viktiga medicinska framsteg gjorde Simpson många andra betydande inlägg i sin vetenskap, vilka finns samlade i hans Gynæcological Works (1871). Simpson blev 1863 ledamot av svenska Vetenskapsakademien.